# Witness (Katy-Perry-Album)
Witness ist das fünfte Studioalbum der US-amerikanischen Sängerin Katy Perry. Es wurde am 9. Juni 2017 von Capitol Records veröffentlicht.

## Hintergrund
Nach dem Ende der Prismatic World Tour im Jahr 2015 sagte Perry in einem Interview im Februar 2016 der New York Times, dass sie sich für einige Zeit ausruhen will um sich „zu entwickeln“. Gegenüber dem amerikanischen Radio- und Fernsehmoderator Ryan Seacrest sagte Perry, dass sie sich mit der Produktion des fünften Albums „nicht beeile“ und lieber mit neuen Produzenten neue Musikarten ausprobiert. In einem Interview mit Entertainment Weekly bestätigte Perry, dass das Album 15 der insgesamt 40 neu geschriebenen Songs beinhalten wird und beschreibt ihr Album als „tanzbar.“

## Promotion und Veröffentlichung
Noch bevor Katy Perry den Namen des fünften Studioalbums veröffentlichte, kündigten der Musik-Streamingdienst Spotify und die Videoplattform YouTube große Promotionsaktionen an. Spotify nutze Katy Perry als Testimonial und bespielte große Plakatwände in Amerika und Großbritannien, nicht nur um das neue Album von Perry zu bewerben, sondern auch um den Streamingdienst nach hoher Entschädigungszahlungen an Künstlern für ebendiese attraktiver zu machen. Im Mai 2017 gab Perry den Namen des Albums bekannt und kündigte im gleichen Moment die Witness: The Tour Welttournee an. Im Juni 2017 gab Perry die europäischen Tourtermine bekannt.
Mit Veröffentlichung des Albums am 9. Juni 2017 kündigte Perry in Kooperation mit YouTube einen viertägigen Livestream an. Unter dem Namen Witness World Wide streamte YouTube 24 Stunden lang live, angelehnt an das TV-Format Big Brother, aus einem Haus, welches mit 41 Kameras präpariert wurde. Perry lebte für vier Tage in ebendiesem Haus und stand so unter dauerhafter Beobachtung. In Anlehnung an den Namen ihres Albums Witness (zu Deutsch Zeuge) sollte man so Zeuge ihres normalen Lebens werden können. Vor Beginn eines jeden Tages wurden durch die Sozialen Medien von Perry ein Tagesablauf gepostet, in welchem verschiedene Aktivitäten geplant waren, wie beispielsweise Fragerunden via Social Media, Yoga oder Abendessen mit bekannten Persönlichkeiten wie Sia, James Corden, Jesse Tyler Ferguson und Caitlyn Jenner.

## Singleauskopplungen
Die erste Single Chained to the Rhythm wurde am 10. Februar 2017 veröffentlicht und erreichte in Ungarn die Nummer eins der Charts. Chained to the Rhythm beinhaltet einen gerappten Part von Skip Marley. Die zweite Single namens Bon Appétit wurde am 28. April 2017 veröffentlicht und beinhaltet einen Gastbeitrag von Migos. Swish Swish wurde am 29. Mai 2017 als dritte Single veröffentlicht und beinhaltet einen Rap von Nicki Minaj.

## Rezeption
Die Meinungen der Musikkritiker gehen teilweise auseinander. Während die Seite Metacritic.com lediglich 53 von möglichen 100 Punkten vergibt und die Musikdatenbank Allmusic lediglich 2 von 5 Sternen, bewertet der britische New Musical Express das Album mit 4 von 5 Sternen.

## Titelliste

### Standard Edition
| #  | Titel                                         | Autoren                                                                                              | Produzenten                                     | Länge |
| -- | --------------------------------------------- | --- | ----------------------------------------------- | ----- |
| 1  | Witness                                       | Katy Perry, Max Martin, Savan Kotecha, Ali Payami                                                    | Martin, Payami                                  | 4:10  |
| 2  | Hey Hey Hey                                   | Perry, Martin, Sia Furler, Payami, Sarah Hudson                                                      | Martin, Payami                                  | 3:34  |
| 3  | Roulette                                      | Perry, Martin, Payami, Karl Schuster, Ferras Alqaisi                                                 | Martin, Payami, Shellback                       | 3:18  |
| 4  | Swish Swish (featuring Nicki Minaj)           | Perry, Onika Maraj, Adam Dyment, S. Hudson, Brittany Hazzard                                         | Duke Dumont, Noah „Mailbox“ Passovoy, PJ Sledge | 4:02  |
| 5  | Déjà Vu                                       | Perry, Hayden James, Alqaisi, Thomas Stell                                                           | James                                           | 3:17  |
| 6  | Power                                         | Perry, Jack Garratt                                                                                  | Garratt                                         | 3:46  |
| 7  | Mind Maze                                     | Perry, Payami, Corin Roddick, S. Hudson, Megan James                                                 | Purity Ring                                     | 4:08  |
| 8  | Miss You More                                 | Perry, Payami, Roddick, S. Hudson, James                                                             | Purity Ring                                     | 3:54  |
| 9  | Chained to the Rhythm (featuring Skip Marley) | Perry, Martin, Furler, Payami, Skip Marley                                                           | Martin, Payami                                  | 3:57  |
| 10 | Tsunami                                       | Perry, Michael Williams, Scooly, S. Hudson, Mia Moretti                                              | Mike Will Made It, Scooly, Passovoy             | 3:23  |
| 11 | Bon Appétit (featuring Migos)                 | Perry, Quavious Marshall, Kirshnik Ball, Kiari Cephus, Martin Schuster, Oscar Holter, Ferras Alqaisi | Martin, Shellback, Holter                       | 3:47  |
| 12 | Bigger Than Me                                | Perry, S. Hudson, Roddick, James, Holter                                                             | Purity Ring                                     | 4:00  |
| 13 | Save as Draft                                 | Perry, Elof Loelv, Jonnali Parmenius, Dijon, McFarlane, Martin, Twice as Nice                        | Martin, Twice as Nice, DJ Mustard               | 3:48  |
| 14 | Pendulum                                      | Perry, Jeff Bhasker, S. Hudson                                                                       | Bhasker, Illangelo                              | 4:00  |
| 15 | Into Me You See                               | Perry, Alexis Taylor, Joe Goddard, Alqaisi                                                           | Hot Chip                                        | 4:24  |

### Deluxe Edition
Die Deluxe Edition von Witness war nur in Amerika und Japan erhältlich, bis Perry sie zum ersten Jahrestag von dem Album „Witness“ sie überall veröffentlichte. Die Deluxe Edition enthält zwei weitere Titel. Auf der japanischen Deluxe Edition sind zudem noch das Musikvideo zur Single Chained to the Rhythm sowie dessen Making-of enthalten.
| #  | Titel                | Autoren                                         | Produzenten           | Länge |
| -- | -------------------- | ----------------------------------------------- | --------------------- | ----- |
| 16 | Dance with the Devil | Katy Perry, Felix Snow, S. Hudson               | Snow                  | 3:49  |
| 17 | Act My Age           | Perry, Tinashe Fazakerley, Mark Crew, S. Hudson | Ilya, Rationale, Crew | 3:42  |

## Kommerzieller Erfolg

### Chartplatzierungen
| ChartsChartplatzierungen       | Höchstplatzierung | Wochen |
| ------------------------------ | ----------------- | ------ |
| Deutschland (GfK)              | 10 (6 Wo.)        | 6      |
| Österreich (Ö3)                | 6 (4 Wo.)         | 4      |
| Schweiz (IFPI)                 | 7 (13 Wo.)        | 13     |
| Vereinigte Staaten (Billboard) | 1 (21 Wo.)        | 21     |
| Vereinigtes Königreich (OCC)   | 6 (14 Wo.)        | 14     |

| ChartsJahrescharts (2017)      | Platzierung |
| ------------------------------ | ----------- |
| Vereinigte Staaten (Billboard) | 91          |

### Auszeichnungen für Musikverkäufe
| Land/Region                  | Auszeichnungen für Musikverkäufe (Land/Region, Auszeichnung, Verkäufe) | Verkäufe  |
| ---------------------------- | ---------------------------------------------------------------------- | --------- |
| Australien (ARIA)            | Gold                                                                   | 35.000    |
| Brasilien (PMB)              | Platin                                                                 | 40.000    |
| Dänemark (IFPI)              | Gold                                                                   | 10.000    |
| Finnland (IFPI)              | Platin                                                                 | 20.000    |
| Frankreich (SNEP)            | Gold                                                                   | 50.000    |
| Indien (IMI)                 | 3× Platin                                                              | 90.000    |
| Italien (FIMI)               | Gold                                                                   | 25.000    |
| Kanada (MC)                  | 2× Platin                                                              | 160.000   |
| Mexiko (AMPROFON)            | Platin                                                                 | 60.000    |
| Neuseeland (RMNZ)            | Gold                                                                   | 7.500     |
| Niederlande (NVPI)           | Gold                                                                   | 20.000    |
| Norwegen (IFPI)              | Platin                                                                 | 20.000    |
| Österreich (IFPI)            | Gold                                                                   | 7.500     |
| Peru (UNIMPRO)               | 2× Platin                                                              | 12.000    |
| Polen (ZPAV)                 | Platin                                                                 | 20.000    |
| Vereinigte Staaten (RIAA)    | Gold                                                                   | 500.000   |
| Vereinigtes Königreich (BPI) | Gold                                                                   | 100.000   |
| Zentralamerika (CFC)         | Gold                                                                   | 5.000     |
| Insgesamt                    | 10× Gold · 12× Platin ·                                                | 1.182.000 |

Hauptartikel: Katy Perry/Auszeichnungen für Musikverkäufe